# Karl Denke

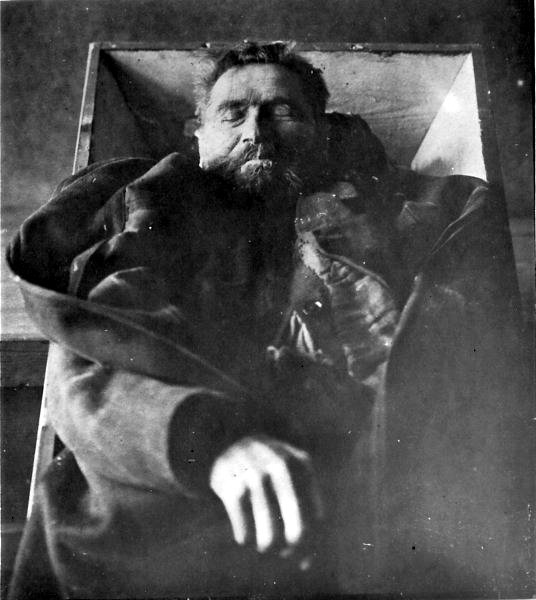
Polizeifoto nach seinem Suizid

Karl Denke, auch „Papa Denke“ oder „Vater Denke“ genannt (* 11. Februar 1860 in Oberkunzendorf, Provinz Schlesien; † 22. Dezember 1924 in Münsterberg), war ein deutscher Serienmörder und Kannibale.

## Leben
Denke wurde am 11. Februar 1860 als der dritte Sohn einer Bauernfamilie in Oberkunzendorf geboren.
Als Kind litt Denke unter verzögerter Entwicklung, er lernte erst sehr schwer und spät sprechen. In der Schule wurde er von den Lehrern in den ersten Jahren als geistig behindert, maulfaul und träge eingeschätzt, später besserten sich seine Leistungen. Soziale Kontakte und Freunde hatte er bis auf seinen älteren Bruder keine. Bis ins höhere Jugendalter litt er an Bettnässen. Seine Angehörigen beschrieben ihn als empfindungslos.
Nach seiner Schulausbildung arbeitete Denke in der väterlichen Wirtschaft. Mit 22 verließ er heimlich sein Elternhaus und kehrte erst nach einem Dreivierteljahr zurück, ohne zu erklären, wo er gewesen war.
Nach dem Tod der Eltern versuchten seine Geschwister, Denke bei sich zu behalten und in der Wirtschaft zu beschäftigen. Dies gelang nur kurzfristig, bald darauf zog Denke nach Münsterberg, wo er erst eine kleine Wohnung bezog und später ein Grundstück kaufte. Als Denkes Geschwister erfuhren, dass der Kaufpreis etwa dreimal so hoch war wie der tatsächliche Wert des Grundstücks, versuchten sie, Denke entmündigen zu lassen. Trotz zahlreicher Zeugnisse anderer Bürger, die das Begehren untermauerten, wurde der Antrag aus Angst, Denke könnte in einem Wutanfall als Reaktion auf die Entmündigung Menschen schaden, zurückgezogen.
Nach dem Entmündigungsantrag wurde Denke zunehmend misstrauischer und distanzierter gegenüber anderen Menschen. Er lebte vom Körbeflechten und der Herstellung von Brotschüsseln und galt als fleißig und zurückhaltend. Von seinen Nachbarn wurde er als hilfsbereit, eigenartig und wortkarg eingeschätzt. Seine Angewohnheit, Landstreicher mit Nahrung und Obdach zu versorgen, brachte ihm in der Nachbarschaft den Spitznamen „Papa Denke“ ein.

## Morde
Seinen ersten bekannt gewordenen Mord verübte Denke am 21. Februar 1903. Von diesem Zeitpunkt bis zu seiner Festnahme am 22. Dezember 1924 tötete er mindestens 30 Menschen. Jeden der Morde notierte er der Reihenfolge nach auf eine Anzahl loser Zettel.
Am 21. Dezember 1924 schickte eine Nachbarin den Wanderarbeiter Vincenz Olivier zu Denke, als sie um etwas zu essen gebeten wurde. Denke bewirtete Olivier zunächst mit gepökeltem Fleisch und bat ihn im Anschluss gegen 20 Pfennig Entlohnung, einen Brief niederzuschreiben. Während des Diktats griff Denke den Wanderarbeiter von hinten mit einer Spitzhacke an. Da Olivier sich währenddessen umdrehte, konnte er sich verletzt befreien und aus der Wohnung fliehen.
Zu Hilfe eilende Nachbarn glaubten dem Handwerker nicht, so dass zunächst Olivier, weil er sich unerkannt davonmachen wollte, verhaftet wurde. Als er am nächsten Tag einem Richter vorgeführt wurde, konnte er diesen davon überzeugen, auch Denke vorläufig festzunehmen. Als der 64-Jährige am nächsten Tag zur ersten Vernehmung aus der Zelle geholt werden sollte, hatte er sich erhängt.

## Durchsuchung der Wohnung
Bei einer in Folge vom Gericht angeordneten Durchsuchung von Denkes Wohnung wurden menschliche Überreste, darunter über 420 Zähne, 480 Knochen sowie drei aus Menschenhaut gefertigte Hosenträger und Schnürsenkel sichergestellt. In der Kiste am Bett, aus der Denke auch Olivier zu essen gegeben hatte, fanden die Ermittler in Pökelsalz eingelegtes Menschenfleisch.
Beim Abschluss der Ermittlungen kam zutage, dass Denke mindestens 30 Menschen getötet, verarbeitet, gegessen und den von ihm eingeladenen Menschen als Speise angeboten hatte. Behauptungen, dass er Teile des Fleischs der Opfer auf dem Breslauer Wochenmarkt verkauft hatte, wurden sowohl von dem mit dem Fall beauftragten Ermittler Friedrich Pietrusky, damals kommissarischem Leiter des Breslauer Instituts für Rechtsmedizin, als auch vom Sprecher des Marktes bestritten. Denke hatte die Namen sowie Details, zum Beispiel das Gewicht, von 30 Opfern, meist Landstreichern, darunter vier Frauen, sorgfältig aufgeschrieben. Die Eintragungen begannen am 21. Februar 1903 (Opfer Ida Launer) und endeten am 20. April 1924 mit Nr. 30. Die Nr. 31 für Vincenz Olivier war bereits eingetragen.
Wichtige Details seiner Taten sowie Angaben über seine Opfer blieben ungeklärt. Insbesondere das Tatmotiv Denkes ist unbekannt.
Im selben Jahr war bereits der Serienmörder Fritz Haarmann in Hannover festgenommen worden und auch die Taten von Carl Großmann aus Berlin wurden zu jener Zeit aufgedeckt. Dabei kamen Parallelen zu Tage. Nach dem vier Tage vor der Entdeckung der Taten Denkes verurteilten Haarmann wurde Denke auch „Schlesischer Haarmann“ genannt. Andere Bezeichnungen waren „Papa Denke“ oder „Kannibale von Münsterberg“.

## Justizopfer Trautmann
Im Jahr 1910 wurde der Fleischer Eduard Trautmann für ein von Denke begangenes Tötungsdelikt verhaftet und 1911 wegen Totschlag in Glatz zu fünfzehn Jahren Zuchthaus verurteilt. Der unschuldig Verurteilte wurde 1922 wegen guter Führung entlassen, der Justizirrtum erst nach Denkes Suizid aufgedeckt. Ernst von Salomon, der in den Zwanzigerjahren die Strafe für seine Beteiligung an der Ermordung Walther Rathenaus in Striegau absaß, verwies in Der Fragebogen auf seinen Mithäftling Trautmann. Dessen Forderung nach Schadenersatz unterstützte Joseph Roth in einem 1925 publizierten Artikel. Der Fall ist Grundlage zur historisch-fiktionalen Erzählung „Auch Kannibalen essen mit Besteck, oder: Wie der Schriftsteller Joseph Roth den Fall des Fleischhauers Eduard Trautmann aufklärte“ (Wien 2023) von Martin Kolozs.

## Literarische und musikalische Bearbeitung
- Bertolt Brecht nahm die Berichterstattung über Denke im Berliner 8 Uhr-Abendblatt vom Dezember 1924 zum Anlass für eine um 1931 entstandene Satire, die fragmentarisch im Tuiromankomplex überliefert ist. Er gibt dem kleinen Kannibalen die Vornamen des Humanisten Fichte und macht aus dem unscheinbaren Karl Denke einen Johann Gottlieb Denke, den Begründer des „Denkismus“, dem wegen seiner „Verdienste“ als vermeintlicher ideologischer Vorreiter eines augenscheinlich gedankenlosen Massenkonsums im Ersten Weltkrieg eine „Ehrenrettung“ zuteilwerden solle, die „dem Volk der Dichter und Denkes“[12] als adäquates Beispiel für bedeutende Denkleistungen dienen könne: „Ist der Schritt von der Pflege des Menschen, wie man sie in den Krankenhäusern beobachtet, zu seiner Schlachtung nicht ein unendlich viel weiterer als der von dieser Schlachtung zum Aufessen? […] Tatsache ist jedenfalls, daß der ungeheure Gedanke des Weltkriegs nur von einem einzigen Mann unter ungünstigsten Umständen in nur ganz kleinem Maßstabe zu Ende gedacht wurde: eben von Denke.“[13]
- Wie im Fall von Haarmann wurde auch bei Denke das seinerzeit populäre Operettenlied Warte, warte nur ein Weilchen, bald kommt auch das Glück zu dir von Walter und Willi Kollo entsprechend umgedichtet: „Warte, warte nur ein Weilchen, dann kommt Denke auch zu dir mit dem kleinen Hackebeilchen und macht Hackefleisch / Pökelfleisch aus dir.“
- Die deutsche NDH-Gruppe Ost+Front adaptierte dies als Refrain ihres 2012 erschienenen und die Taten Denkes betreffenden Denkelied.
- Die deutsche Death-Metal-Band Eisblut widmete Denke 2005 das Lied Menschenfleischwolf.
- Die Frankfurter Death-Metal-Gruppe Epicedium thematisierte Denke (neben anderen Serienmördern) auf ihrem 2012 erschienenen Konzeptalbum Anthropogenic mit dem Lied Butchered, Bled & Eaten.
- Moritat Münsterberg du schönes Städtchen im Volksliederarchiv
- Die polnische Sludge-Band O.D.R.A. veröffentlichte 2012 ein Album mit dem Namen Karl Denke Blües.
- In der Nazizeit kursierte der politische Witz:  Adolf Hitler wird gefragt, wen er zu den schlimmsten Massenmördern zähle. Hitlers Antwort: „Ich – Denke – Haarmann.“[14]
- Im April 2024 veröffentlichte die NDH-Gruppe Heldmaschine die Single Karl Denke. Im Musikvideo wurden Szenen aus dem Spielfilm Karl Denke - Der Kannibale von Nebenan von Heintje Peter verwendet, der im selben Monat auf diversen Streaminganbietern veröffentlicht wurde.

## Film
- Karl Denke – der Kannibale von nebenan. Regie: Heintje Peter, Deutschland 2024.
- Leider sind dort einige Daten verdreht:
- Das Verhör findet laut Film erst am 23. Dezember 1924 statt und somit stimmt im Film auch der Todestag nicht.